# Championnat du Pérou de football 2014
Navigation
Édition précédente Édition suivante
La saison 2014 du championnat du Pérou de football s'est tenue de juin à décembre 2014 sur deux tournois : le tournoi d'ouverture et le tournoi de clôture. Seize clubs ont participé aux deux tournois de cette saison.
Le 21 décembre 2014, le Sporting Cristal de Lima remporte le championnat national pour la dix-septième fois de son histoire. Deux clubs sont relégués à la fin de la saison, Los Caimanes et San Simón de Moquegua.

## Règlement du championnat 2014
Le championnat se déroule en deux phases, le tournoi d'ouverture (Apertura) et le tournoi de clôture (Clausura). Les équipes se rencontrent par matchs aller-retour, pour un total de 30 rencontres par équipe (15 matchs par tournoi).
Les vainqueurs des deux tournois (Apertura et Clausura) se disputent le titre de champion national dans une finale par matchs aller-retour. Il faut toutefois que les deux vainqueurs aient terminé dans les huit premiers du classement général cumulé des deux tournois pour disputer la finale. En cas d'égalité de points à la fin des deux matches, la différence de buts ne rentre pas en ligne de compte et il faudra disputer un 3e match de barrage sur terrain neutre.
Trois clubs sont qualifiés pour la Copa Libertadores 2015, les vainqueurs de chaque tournoi plus le vainqueur du Torneo del Inca 2014, tournoi estival de début de saison remporté par l'Alianza Lima (à condition que ce dernier figure dans les huit premiers du classement général à l'issue du championnat). Outre ces trois clubs, les trois clubs les mieux classés dans le classement général cumulé sont qualifiés pour la Copa Sudamericana 2015. Le dernier billet pour la Copa Sudamericana est octroyé au vice-champion de la Copa Inca 2014, s'il finit parmi les 8 premiers du classement général cumulé, ou au quatrième meilleur club de ce classement, dans le cas contraire.
Les deux équipes les moins bien classées à l'issue du classement général des deux tournois sont reléguées en deuxième division.

## Les clubs participants
| \| Alianza Lima Cienciano del Cusco FBC Melgar Ayacucho FC Juan Aurich León de Huánuco Los Caimanes Real Garcilaso San Simón Sport Huancayo Sporting Cristal Unión Comercio Universidad César Vallejo San Martín UTC Cajamarca Universitario \| Localisation des clubs engagés dans le championnat 2014 |
| Alianza Lima Cienciano del Cusco FBC Melgar Ayacucho FC Juan Aurich León de Huánuco Los Caimanes Real Garcilaso San Simón Sport Huancayo Sporting Cristal Unión Comercio Universidad César Vallejo San Martín UTC Cajamarca Universitario                                                               |

Le championnat compte seize clubs, dont quatre basés à Lima.
| Club                           | Ville     | Stade                              | Capacité | Pelouse      |
| ------------------------------ | --------- | ---------------------------------- | -------- | ------------ |
| Alianza Lima                   | Lima      | Estadio Alejandro Villanueva       | 35 000   | Naturelle    |
| Cienciano del Cusco            | Cuzco     | Estadio Garcilaso de la Vega       | 42 000   | Naturelle    |
| FBC Melgar                     | Arequipa  | Estadio Monumental Virgen de Chapi | 47 000   | Naturelle    |
| Ayacucho FC                    | Ayacucho  | Estadio Ciudad de Cumaná           | 15 000   | Naturelle    |
| Juan Aurich                    | Chiclayo  | Estadio Elías Aguirre              | 26 500   | Naturelle    |
| León de Huánuco                | Huánuco   | Estadio Heraclio Tapia             | 20 000   | Naturelle    |
| Los Caimanes                   | Olmos     | Estadio Francisco Mendoza Pizarro  | 5 000    | Naturelle    |
| Real Garcilaso                 | Cuzco     | Estadio Garcilaso de la Vega       | 42 000   | Naturelle    |
| San Simón                      | Moquegua  | Estadio 25 de Noviembre            | 21 000   | Naturelle    |
| Sport Huancayo                 | Huancayo  | Estadio Huancayo                   | 20 000   | Naturelle    |
| Sporting Cristal               | Lima      | Estadio Alberto Gallardo           | 18 000   | Naturelle    |
| Unión Comercio                 | Tarapoto  | Estadio IPD de Moyobamba           | 5 000    | Artificielle |
| Universidad César Vallejo      | Trujillo  | Estadio Mansiche                   | 25 000   | Naturelle    |
| UTC de Cajamarca               | Cajamarca | Estadio Héroes de San Ramón        | 18 000   | Artificielle |
| Universidad San Martín         | Lima      | Estadio Miguel Grau (Callao)       | 17 000   | Naturelle    |
| Club Universitario de Deportes | Lima      | Estadio Monumental                 | 80 093   | Naturelle    |

## Compétition

### Tournoi d'ouverture

#### Classement
| Rang | Équipe                          | Pts | J  | G | N | P | Bp | Bc | Diff |
| ---- | ------------------------------- | --- | -- | - | - | - | -- | -- | ---- |
| 1    | Juan Aurich                     | 30  | 15 | 9 | 3 | 3 | 34 | 18 | +16  |
| 2    | FBC Melgar                      | 25  | 15 | 6 | 7 | 2 | 23 | 17 | +6   |
| 3    | Universidad César Vallejo       | 24  | 15 | 7 | 3 | 5 | 23 | 16 | +7   |
| 4    | Club Universitario de DeportesT | 24  | 15 | 7 | 3 | 5 | 21 | 18 | +3   |
| 5    | Ayacucho FC                     | 23  | 15 | 6 | 5 | 4 | 25 | 27 | -2   |
| 6    | León de Huánuco                 | 22  | 15 | 6 | 4 | 5 | 18 | 19 | -1   |
| 7    | Universidad San Martín          | 21  | 15 | 5 | 6 | 4 | 25 | 17 | +8   |
| 8    | Unión Comercio                  | 21  | 15 | 6 | 3 | 6 | 17 | 12 | +5   |
| 9    | Real Garcilaso                  | 20  | 15 | 6 | 2 | 7 | 19 | 19 | 0    |
| 10   | Cienciano del Cusco -3          | 19  | 15 | 6 | 4 | 5 | 20 | 18 | +2   |
| 11   | Alianza Lima                    | 19  | 15 | 4 | 7 | 4 | 16 | 14 | +2   |
| 12   | UTC de Cajamarca                | 18  | 15 | 4 | 6 | 5 | 15 | 21 | -6   |
| 13   | Sporting Cristal                | 17  | 15 | 4 | 5 | 6 | 26 | 19 | +7   |
| 14   | Sport Huancayo                  | 15  | 15 | 4 | 3 | 8 | 22 | 34 | -12  |
| 15   | San SimónP                      | 14  | 15 | 4 | 2 | 9 | 13 | 30 | -17  |
| 16   | Los CaimanesP                   | 12  | 15 | 3 | 3 | 9 | 13 | 31 | -18  |

|  | Qualification pour la Copa Libertadores 2015      |
|  | T : Tenant du titre P : Promu de Segunda División |

- Cienciano a écopé d'une pénalité de trois points car il a terminé dernier du Torneo del Inca 2014.

### Tournoi de clôture

#### Classement
| Rang | Équipe                          | Pts | J  | G  | N | P  | Bp | Bc | Diff |
| ---- | ------------------------------- | --- | -- | -- | - | -- | -- | -- | ---- |
| 1    | Sporting Cristal                | 33  | 15 | 10 | 3 | 2  | 35 | 19 | +16  |
| 2    | Alianza Lima                    | 33  | 15 | 10 | 3 | 2  | 27 | 11 | +16  |
| 3    | Unión Comercio                  | 28  | 15 | 9  | 1 | 5  | 24 | 15 | +9   |
| 4    | FBC Melgar                      | 27  | 15 | 8  | 3 | 4  | 21 | 16 | +5   |
| 5    | León de Huánuco                 | 23  | 15 | 7  | 2 | 6  | 21 | 21 | 0    |
| 6    | Real Garcilaso                  | 21  | 15 | 5  | 6 | 4  | 20 | 17 | +3   |
| 7    | Club Universitario de DeportesT | 21  | 15 | 6  | 3 | 6  | 17 | 17 | 0    |
| 8    | Ayacucho FC                     | 20  | 15 | 5  | 5 | 5  | 21 | 19 | +2   |
| 9    | Los CaimanesP                   | 20  | 15 | 5  | 5 | 5  | 15 | 18 | -3   |
| 10   | Universidad César Vallejo       | 19  | 15 | 6  | 1 | 8  | 22 | 24 | -2   |
| 11   | Juan Aurich                     | 19  | 15 | 5  | 4 | 6  | 13 | 19 | -6   |
| 12   | Sport Huancayo                  | 17  | 15 | 5  | 2 | 8  | 16 | 20 | -4   |
| 13   | Cienciano del Cusco             | 17  | 15 | 5  | 2 | 8  | 16 | 24 | -8   |
| 14   | UTC de Cajamarca                | 15  | 15 | 4  | 3 | 8  | 14 | 22 | -8   |
| 15   | Universidad San Martín          | 14  | 15 | 4  | 2 | 9  | 21 | 23 | -2   |
| 16   | San SimónP                      | 9   | 15 | 2  | 3 | 10 | 13 | 31 | -18  |

|  | Participation au barrage pour le tournoi Clausura |
|  | T : Tenant du titre P : Promu de Segunda División |

#### Match d'appui pour le tournoi
| 4 décembre 2014 | Alianza Lima | 0 - 1 | Sporting Cristal | Estadio Monumental Virgen de Chapi, Arequipa    |                                                 |
| 19:30           |              |       | 57e Blanco       | Spectateurs : 21 898 Arbitrage : Henry Gambetta | Spectateurs : 21 898 Arbitrage : Henry Gambetta |

### Classement cumulé
| Rang | Équipe                             | Pts | J  | G  | N  | P  | Bp | Bc | Diff |
| ---- | ---------------------------------- | --- | -- | -- | -- | -- | -- | -- | ---- |
| 1    | FBC Melgar +2                      | 54  | 30 | 14 | 10 | 6  | 44 | 33 | +11  |
| 2    | Alianza LimaTI                     | 52  | 30 | 14 | 10 | 6  | 43 | 25 | +18  |
| 3    | Sporting CristalClo                | 50  | 30 | 14 | 8  | 8  | 61 | 38 | +23  |
| 4    | Unión Comercio                     | 49  | 30 | 15 | 4  | 11 | 41 | 27 | +14  |
| 5    | Juan AurichOuv                     | 49  | 30 | 14 | 7  | 9  | 47 | 37 | +10  |
| 6    | Club Universitario de DeportesT +1 | 46  | 30 | 13 | 6  | 11 | 38 | 35 | +3   |
| 7    | León de Huánuco                    | 45  | 30 | 13 | 6  | 11 | 39 | 40 | -1   |
| 8    | Universidad César Vallejo          | 43  | 30 | 13 | 4  | 13 | 45 | 40 | +5   |
| 9    | Ayacucho FC                        | 43  | 30 | 11 | 10 | 9  | 46 | 46 | 0    |
| 10   | Real Garcilaso                     | 41  | 30 | 11 | 8  | 11 | 39 | 36 | +3   |
| 11   | Cienciano del Cusco -3             | 36  | 30 | 11 | 6  | 13 | 36 | 42 | -6   |
| 12   | Universidad San Martín             | 35  | 30 | 9  | 8  | 13 | 46 | 40 | +6   |
| 13   | UTC de Cajamarca                   | 33  | 30 | 8  | 9  | 13 | 29 | 43 | -14  |
| 14   | Sport Huancayo                     | 32  | 30 | 9  | 5  | 16 | 38 | 54 | -16  |
| 15   | Los CaimanesP                      | 32  | 30 | 8  | 8  | 14 | 28 | 49 | -21  |
| 16   | San SimónP                         | 23  | 30 | 6  | 5  | 19 | 26 | 61 | -35  |

|  | Qualification pour la Copa Libertadores 2015 |
|  | Qualification pour la Copa Sudamericana 2015 |
|  | Participation au barrage de relégation |
|  | Relégation directe en deuxième division |
|  | T : Tenant du titre Ouv : Vainqueur du tournoi Ouverture Clo : Vainqueur du tournoi Clôture TI : Vainqueur du Torneo del Inca 2014 P : Promu de Segunda División |

- FBC Melgar reçoit un bonus de deux points en raison de sa victoire lors du Tournoi de Promoción y Reserva 2014. L'Universitario de Deportes, vice-champion, se voit attribuer un point de bonus.

### Finale du championnat
Juan Aurich et Sporting Cristal, en remportant respectivement les tournois ouverture et clôture, gagnent le droit de se disputer le titre, à l'issue de la finale par matchs aller-retour. Un troisième match, disputé à Trujillo, est nécessaire pour les départager.
| 14 décembre 2014 | Juan Aurich               | 2 – 2 | Sporting Cristal | Estadio Elías Aguirre, Chiclayo               |                                               |
| 15:45            | Ramos 88e · Pacheco 90+3e |       | 24e 36e Ávila    | Spectateurs : 10 002 Arbitrage : Manuel Garay | Spectateurs : 10 002 Arbitrage : Manuel Garay |

| 17 décembre 2014 | Sporting Cristal | 0 – 0 | Juan Aurich | Estadio Nacional, Lima                                |                                                       |
| 20:00            |                  |       |             | Spectateurs : 30 569 Arbitrage : Víctor Hugo Carrillo | Spectateurs : 30 569 Arbitrage : Víctor Hugo Carrillo |

| 21 décembre 2014 | Juan Aurich            | 2 – 3 a.p. | Sporting Cristal                         | Estadio Mansiche, Trujillo                         |                                                    |
| 15:30            | Rengifo 12e · Viza 44e |            | 41e Ávila · 67e Calcaterra · 113e Chávez | Spectateurs : 18 985 Arbitrage : Miguel Santivañez | Spectateurs : 18 985 Arbitrage : Miguel Santivañez |

| Pérou                      |
| Champion                   |
| Sporting Cristal 17e titre |

#### Barrage de relégation
Sport Huancayo et Los Caimanes, à égalité de points, ont disputé un match de barrage (sur terrain neutre à Huaral) pour déterminer qui accompagnerait San Simón de Moquegua en deuxième division. Sport Huancayo s'est imposé 1-0 à la fin des prolongations, condamnant Los Caimanes à évoluer en D2.

| 4 décembre 2014 | Sport Huancayo | 1 – 0 a.p. | Los Caimanes | Estadio Julio Lores Colán (es), Huaral         |                                                |
| 15h00           | Chirinos 119e  |            |              | Spectateurs : 1 449 Arbitrage : Luis Seminario | Spectateurs : 1 449 Arbitrage : Luis Seminario |

## Bilan de la saison
| Championnat du Pérou de football 2014 |                              |
| Champion                              | Sporting Cristal (17e titre) |
| Qualifications continentales          |                              |
| Copa Libertadores 2015                | Alianza Lima                 |
| Copa Libertadores 2015                | Sporting Cristal             |
| Copa Libertadores 2015                | Juan Aurich                  |
| Copa Sudamericana 2015                | FBC Melgar                   |
| Copa Sudamericana 2015                | Unión Comercio               |
| Copa Sudamericana 2015                | Universitario de Deportes    |
| Copa Sudamericana 2015                | León de Huánuco              |
| Promotions et relégations             |                              |
| Promus en Primera División            | Deportivo Municipal          |
| Promus en Primera División            | Alianza Atlético             |
| Promus en Primera División            | Sport Loreto                 |
| Relégués en Segunda División          | Los Caimanes                 |
| Relégués en Segunda División          | San Simón                    |